# Kurt Hornfischer

## Biografia
Kurt Hornfischer   (Gera, 1 de febrer de 1910 - Nuremberg, 18 de gener de 1958) El lluitador Kurt Hornfischer va guanyar el títol de pes pesant en lluita grecoromana al Campionat Europeu de 1935, fet que el va convertir en un dels favorits per als Jocs Olímpics de Berlín de 1936. No obstant això, sis mesos abans dels Jocs, va patir una lesió al colze. Tot i així, va aconseguir guanyar la medalla de bronze. L'any següent, va aconseguir el seu quart títol europeu, aquesta vegada en la modalitat de lluita lliure. També va guanyar cinc títols alemanys de lluita grecoromana els anys 1933-35, 1939 i 1942, i set títols de lluita lliure els anys 1935-38 i 1940-42. Durant la Segona Guerra Mundial, va resultar greument ferit en sis ocasions i va morir el 1958 a causa d'una de les operacions posteriors a la guerra. Després de la guerra, va treballar a l'ajuntament de la seva ciutat natal, Nuremberg.